# مکتب کارنگی
مکتب کارنگی، ملقب به «اقتصاد آب شیرین»، جنبشی فکری در علم اقتصاد در فواصل دههٔ ۱۹۵۰ و ۱۹۶۰ به پشتیبانی دانشگاه کارنگی ملون و رهبری هربرت ای سیمون، جیمز مارچ، و ریچارد سیرت بود.
تمرکز این تحقیقات بر رفتار سازمانی و کاربردهای تحلیل تصمیم، علم مدیریت، و روانشناسی و نیز نظریه‌هایی از قبیل عقلانیت محدود در شناخت سازمان و شرکت بود.

سازمان‌ها، رفتار اجرایی، و یک نظریۀ رفتاری از شرکت، سه مورد از اثرگذارترین کارهای انجام شده از سوی محققان مکتب کارنگی ملون به همراه آثار ویکتور ویروم، اولیور ای ویلیامسن و سایر اعضای هیئت علمی و فارغ التحصیلان است.
هیئت علمی بخش‌های امروزی کارنگی ملون، رویکردی بین رشته‌ای از علم اقتصاد، تجارت، سیاست عمومی، علم رایانه، روانشناسی، آمار، و علوم اجتماعی و تصمیم‌گیری دنبال می‌کنند.